# Amblypodia dodonaea
Amblypodia dodonaea är en fjärilsart som beskrevs av Moore 1857. Amblypodia dodonaea ingår i släktet Amblypodia och familjen juvelvingar. Inga underarter finns listade i Catalogue of Life.